# Atherigona humeralis
Atherigona humeralis är en tvåvingeart som först beskrevs av Christian Rudolph Wilhelm Wiedemann 1830.  Atherigona humeralis ingår i släktet Atherigona och familjen husflugor. Inga underarter finns listade i Catalogue of Life.